# Беріктас (Жамбильський район)
Берікта́с (каз. Беріктас) — село у складі Жамбильського району Алматинської області Казахстану. Адміністративний центр та єдиний населений пункт Беріктаського сільського округу.
Населення — 1760 осіб (2021; 2231 у 2009, 2225 у 1999, 2164 у 1989).